# Poropuntius solitus
Poropuntius solitus är en fiskart som beskrevs av Maurice Kottelat 2000. Poropuntius solitus ingår i släktet Poropuntius och familjen karpfiskar. IUCN kategoriserar arten globalt som starkt hotad. Inga underarter finns listade i Catalogue of Life.